# Уайз, Эванс
Эванс Уайз (англ. Evans Wise; род. 23 октября 1973, Порт-оф-Спейн, Тринидад и Тобаго) — тринидадский футболист, игравший на позиции полузащитника. Известен по выступлениям за «Тампа-Бэй Мьютини» и сборную Тринидада и Тобаго. Участник чемпионата мира 2006 года.

## Клубная карьера
Начинал свою карьеру в американском колледже. В середине 1990-х Уайз был из первых тринидадцев, кто попал в американскую MLS. Отыграв там несколько лет, полузащитник перешёл в клуб немецкой Бундеслиги «Ульм 1846». В нём он провел 9 игр. После вылета команды из Бундеслиги Уайз остался в Германии. Несколько лет он провел в низших дивизионах немецкого первенства. Завершал свою карьеру в полупрофессиональных американских командах.
Выступая на позиции левого хавбека Уайз отличался своим дриблингом. Также великолепно владел искусством прострела с фланга.

## Карьера в сборной
Был членом всех юношеских и молодёжных сборных Тринидада и Тобаго. В 1995 году дебютировал за главную команду страны. На ЧМ-2006 Уайз попал в заявку сборной в последний момент, заменив в ней травмированного Сильвио Спанна. На мундиале дважды выходил на замену в матчах против Англии и Парагвая. После окончания первенства больше не вызывался в состав «соки уориорз».

## Достижения
- Победитель регулярного чемпионата MLS: 1996